# شين دافي
شين دافي (بالإنجليزية: Shane Duffy)‏ (مواليد 1 يناير 1992 في ديري - جمهورية أيرلندا) لاعب كرة قدم أيرلندي يلعب حاليا لصالح نادي الدرجة الممتازة برايتون الإنجليزي منذ 2016 في مركز قلب الدفاع .

## روابط خارجية
- شين دافي على موقع الاتحاد الدولي (مؤرشف)  (الإنجليزية)
- شين دافي على موقع الاتحاد الأوربي (الإنجليزية)
- شين دافي على موقع قاعدة بيانات كرة القدم.إي يو (الإنجليزية)
- شين دافي على موقع ناشيونال فوتبول تيمز (الإنجليزية)
- شين دافي على موقع Soccerbase.com (لاعب) (الإنجليزية)
- شين دافي على موقع Soccerway.com (الإنجليزية)
- شين دافي على موقع عالم كرة القدم.نت (الإنجليزية)
- شين دافي على موقع كووورة
- شين دافي على موقع AS.com (الإسبانية)